# Campeonato Asiático de Taekwondo de 2008
El XVIII Campeonato Asiático de Taekwondo se celebró en Luoyang (China) en 2008 bajo la organización de la Unión Asiática de Taekwondo.
En total se disputaron en este deporte dieciséis pruebas diferentes, ocho masculinas y ocho femeninas.

## Resultados

### Masculino
| Evento | Oro                          | Plata                           | Bronce                                                     |
| ------ | ---------------------------- | ------------------------------- | ---------------------------------------------------------- |
| –54 kg | Jerranat Nakaviroj Tailandia | Choi Yeon-Ho Corea del Sur      | Tamim Al-Kubati Yemen Japoy Lizardo Filipinas              |
| –58 kg | Chu Mu-Yen China Taipéi      | Husam Abualbawati Jordania      | Rohullah Nikpai Afganistán Lim Chul-Ho Corea del Sur       |
| –62 kg | Kim Yong-Min Corea del Sur   | Reza Naderian Irán              | Zhu Shengpeng China Nacha Punthong Tailandia               |
| –67 kg | Mohamad Bagheri Motamed Irán | Mohamad Abulibdeh Jordania      | Kiyoteru Higuchi · Japón · Kairat Sarymsakov · Kazajistán  |
| –72 kg | Alireza Nasr Azadani Irán    | Tseng Ching-Hsiang China Taipéi | Nabil Hasan Jordania Sawatvilay Phimmasone Laos            |
| –78 kg | Farzad Abdollahi Irán        | Zhu Guo China                   | Jang Chang-Ha Corea del Sur Dam Srichan Tailandia          |
| –84 kg | Kurosh Rayoli Irán           | Yuan Ming-Che China Taipéi      | Pan Dongdong China Alexander Briones Filipinas             |
| +84 kg | Liu Xiaobo China             | Nguyễn Văn Hùng Vietnam         | Akmal Irgashev · Uzbekistán · Arman Shilmanov · Kazajistán |

### Femenino
| Evento | Oro                        | Plata                            | Bronce                                                         |
| ------ | -------------------------- | -------------------------------- | -------------------------------------------------------------- |
| –47 kg | Fatemeh Nemati Irán        | Fransisca Valentina Indonesia    | Jyra Marie Lizardo Filipinas Liao Wei-Chun China Taipéi        |
| –51 kg | Yang Shu-Chun China Taipéi | Wu Jingyu China                  | Loraine Lorelie Catalan Filipinas Kwon Eun-Kyung Corea del Sur |
| –55 kg | Lei Jie China              | Nam Jin-Ah Corea del Sur         | Tamonrat Pokadhanawat Tailandia Tseng Yi-Hsuan China Taipéi    |
| –59 kg | Su Li-Wen China Taipéi     | Zarina Shamshatkyzy · Kazajistán | Watcharaporn Dongnoi Tailandia Liu Jing China                  |
| –63 kg | Park Hye-Mi Corea del Sur  | Tseng Pei-Hua China Taipéi       | Meera Chettri India Si Hui China                               |
| –67 kg | Guo Yunfei China           | Mary Antoinette Rivero Filipinas | Trần Thị Ngọc Trâm Vietnam Sali Salam Mohamed Irak             |
| –72 kg | An Sae-Bom Corea del Sur   | Che Chew Chan Malasia            | Luo Wei China Sun Ai-Chi China Taipéi                          |
| +72 kg | Chen Zhong China           | Nadin Dawani Jordania            | Soheila Sayahi Irán Jang Jung-Yoon Corea del Sur               |

## Medallero
| Núm. | País          | Oro | Plata | Bronce | Total |
| ---- | ------------- | --- | ----- | ------ | ----- |
| 1    | Irán          | 5   | 1     | 1      | 7     |
| 2    | China         | 4   | 2     | 5      | 11    |
| 3    | China Taipéi  | 3   | 3     | 3      | 9     |
| 4    | Corea del Sur | 3   | 2     | 4      | 9     |
| 5    | Tailandia     | 1   | 0     | 4      | 5     |
| 6    | Jordania      | 0   | 3     | 1      | 4     |
| 7    | Filipinas     | 0   | 1     | 4      | 5     |
| 8    | Kazajistán    | 0   | 1     | 2      | 3     |
| 9    | Vietnam       | 0   | 1     | 1      | 2     |
| 10   | Indonesia     | 0   | 1     | 0      | 1     |
| 10   | Malasia       | 0   | 1     | 0      | 1     |
| 12   | Afganistán    | 0   | 0     | 1      | 1     |
| 12   | India         | 0   | 0     | 1      | 1     |
| 12   | Irak          | 0   | 0     | 1      | 1     |
| 12   | Japón         | 0   | 0     | 1      | 1     |
| 12   | Laos          | 0   | 0     | 1      | 1     |
| 12   | Uzbekistán    | 0   | 0     | 1      | 1     |
| 12   | Yemen         | 0   | 0     | 1      | 1     |
|      | TOTAL         | 16  | 16    | 32     | 64    |